# Среднодунавска низина
Среднодунавската низина e обширна низина в Централна Европа в басейна на средното течение на река Дунав с дължина от североизток на югозапад около 550 km и около 500 km от северозапад на югоизток, простираща се на площ от около 200 хил.km², основно на територията на Унгария, а периферните ѝ части – в пределите на Австрия, Словакия, Украйна, Румъния, Сърбия, Хърватия и Словения.

## Географска характеристика

### Граници, релеф, геоложки строеж
Низината представлява междупланинско тектонско понижение, обкръжено от Алпите на запад, Карпатите на север, изток и югоизток, Динарските планини на югозапад и планините на Сърбия на юг. Основата ѝ е изградена от неогенски варовици, пясъчници и глини, които през плейстоцена се препокрити от льос и льосовидни наслаги, еолови пясъци и алувиални наслаги. Надморската ѝ височина варира между 100 и 200 m. Повърхността ѝ е плоска в Алфьолд (на изток от Дунав) или слабохълмиста в Дунантул (на запад от Дунав) с отделни изолирани ниски планини и възвишения (т.н. Заддунавско средногорие с височина до 704 m в масива Бакон). На северозапад е разположена равнината Кишалфьолд, голяма част от която представлява наносен конус на древния Прадунав. В пределите на Среднодунавската низина влизат също Загребския басейн (на югозапад) и долините на реките Драва и Сава на юг. В низината се разработват находища на боксити (Гант, Искасентдьорд в Унгария), нефт и газ (на югоизток), кафяви въглища (на североизток) и др.

### Климат, води
Климатът е умерен, континентален, на изток засушлив. Средна януарска температура −1 – −2 °С, средна юлска 20 – 22 °С. Годишна сума на валежите 500 – 600 mm, а в периферните по-високи райони до 900 mm. Основна водна артерия е река Дунав, която я пресича от запад на изток, а след това на юг. Други големи реки, всички отнасящи се към водосборния басейн на Дунав са Тиса, Драва, Сава, Муреш, Кьорьош, Мур и др. В западната ѝ част е разположено най-голямото средноевропейско езеро Балатон.

### Почви, растителност
Преобладават черноземните и алувиални почви, които на места са засолени. Почти повсеместно Среднодунавската низина е земеделски усвоена като основните селскостопански култури са пшеница, царевица, овощни насаждения, лозя. Незначителни участъци са заети от лесостепи, основно в ниските планини на запад и периферните по-високи части.

## Население
Среднодунавската низина е един от най-гъсто заселените райони на Европа, като тук са разположени множество големи градове: столиците Будапеща, Загреб, Белград и Братислава, Тимишоара, Печ, Дебрецен, Сегед, Дьор и др.